# 이준희 (배우)
이준희(Jun Hee Lee)는 미국의 배우이다.

## 참여 작품
- 아메리칸 파이: 썸머 캠프
- 뱀파이어 써커
- 하우스 (드라마)
- 지.아이.조 2
- 민디 프로젝트
- 아메리칸 크라임 스토리
- NCIS: 로스앤젤레스
- 믿을 수 없는 이야기